# Gobiusculus flavescens
Gobiusculus flavescens є видом риб з родини Бичкових. Належить до монотипічного роду Gobiusculus. Поширена у східній Атлантиці від Фарер, Вестеролену (Норвегія), західної Балтики до північно-західної Іспанії, південно-східне Північне море включно. Відзначаються біля берегів Естонії. Існують непідтверджені дані про знахідки у Середземному морі біля берегів Сицилії. Морський солонуватоводний демерсальний немігруючий вид, сягає 6 см у довжину.